# Énergie électrique du Sud-Ouest
L'Énergie électrique du Sud-Ouest était un groupe privé de production d'électricité en France fondé à la fin des années 1880 par l’ingénieur suisse Adrien Palaz, qui a révolutionné le secteur de l’électricité en Aquitaine au début du XXe siècle.

## Histoire
Créée en avril 1906 à Paris au 5, avenue du Coq, avec des bureaux à Bordeaux sur le boulevard Antoine-Gautier, introduite en Bourse en 1909, dirigée par l’ingénieur suisse Adrien Palaz, la société est liée au groupe Thomson Houston sur le même modèle que l’Énergie électrique du littoral méditerranéen, créée au même moment par les mêmes acteurs.
Elle se procurait du courant bien meilleur marché que ses concurrentes locales, en visant essentiellement la clientèle des entreprises, en particulier le tramway de Bordeaux, car elle était opératrice du barrage de Tuilières, construit entre 1905 et 1907 sur la Dordogne, d’une longueur de 105 mètres, qui permet le décollage de l’électricité à Bordeaux. Pour l’utiliser, elle exploite l’une des premières lignes à haute-tension, à 55 000 volts sur 120 kilomètres.
La Société d’éclairage électrique de Bordeaux, qui avait la plus grosse concession d’éclairage et devint le principal client du barrage, a tiré les conclusions de cette nouvelle opportunité. Elle quadruple son capital entre 1910 et 1912, à 32 millions de francs, soit la plus importante capitalisation en France dans le secteur, devant Électricité et Gaz du Nord (25 millions de francs en 1919), Société d’électricité de la région de Valenciennes et Anzin (20 millions de francs en 1917) et Énergie électrique du Nord de la France (10 millions de francs en 1907).
En 1911, l’Énergie électrique du Sud-Ouest et ses barrages sur la Dordogne (Tuilière, Mauzac) devient le fournisseur de toutes les communes de l’agglomération bordelaise sur la rive droite. L’agrégat disparate d’usines thermiques vieillies à Bacalan, dans le centre (rue du Temple – jusqu’en 1923), à la Bastide (rue de la Rotonde) et près de la gare du Midi (rue des Abattoirs) peine à assurer la moitié de la puissance disponible de la ville, évaluée 25 MW, dont 11 MW assurés par l’Énergie électrique du Sud-Ouest à elle seule.
La révolution technique vécue par le grand Sud-Ouest permettra ensuite à Bordeaux de bénéficier également du boum de la production hydro-électrique des Pyrénées. Le contrat de Bordeaux avec l’Énergie électrique du Sud-Ouest est par exemple renouvelé en 1934 pour trente ans, avec des capacités accrues, notamment pour du courant venant des barrages hydro-électriques des Pyrénées : le plafond de puissance pour ce secteur de production est fixé à 30 MW, au lieu de 8 MW en 1926 et 10 MW en 1928. Sa croissance est ensuite moins rapide que celle d’autres groupes, elle fait face à l’arrivée dans la région du groupe Durand. Son capital est de 88  millions de francs pour 130 millions de dettes en 1933.